# Trichochrysea trapezicollis
Trichochrysea trapezicollis là một loài bọ cánh cứng trong họ Chrysomelidae. Loài này được Medvedev & Eroshkina miêu tả khoa học năm 1999.